# 亨姆站 (加利福尼亞州)
哈姆站（英語：Hume Station）是位於美國加利福尼亞州弗雷斯諾縣的一個非建制地區。該地的面積和人口皆未知。

## 地理
哈姆站的座標為36°24′08″N 118°54′18″W / 36.40222°N 118.90500°W，而該地的平均海拔高度為1611米（即5285英尺）。